# Adlai Stevenson II
Adlai Ewing Stevenson II (Los Angeles (Californië), 5 februari 1900 - Londen (Engeland), 14 juli 1965) was een Amerikaans politicus en diplomaat van de Democratische Partij. Hij stond bekend om zijn begaafdheid in het debat en in het redevoeren. Tweemaal deed hij mee aan de Amerikaanse presidentsverkiezingen (1952 en 1956) als kandidaat voor de Democratische Partij.
Stevenson werd geboren in Los Angeles in een politieke familie. Zijn grootvader, Adlai Stevenson I, was vicepresident van Amerika geweest. Stevenson groeide op in Bloomington in de staat Illinois en ging naar school aan de Choate Rosemary Hall. Vervolgens haalde hij in 1922 zijn Bachelor of Arts graad in Princeton en vier jaar later een graad in de rechten aan de Northwestern University.
Na de universiteit was hij rechter in Chicago. In 1931 ging hij werken voor de federale overheid. Gedurende de Tweede Wereldoorlog werkte hij in Washington D.C. als assistent van de minister van Marine. Na de oorlog werd hij naar de Verenigde Naties gestuurd in 1946 en 1947. Omdat Stevenson met het idee speelde om de politiek in te gaan voor enige tijd, deed hij een gooi naar het gouverneurschap in Illinois. Dit lukte en hij versloeg daarmee de zittende gouverneur Dwight H. Green. Zijn belangrijkste resultaten als gouverneur bestonden uit het reorganiseren van de staatspolitie, bestrijden van het illegale gokcircuit en het verbeteren van de staatssnelwegen.
Vroeg in 1952, toen Stevenson nog gouverneur was, stelde president Truman hem voor om als presidentskandidaat voor de Democraten uit te komen. In eerste instantie weigerde Stevenson dit, met als argument dat hij een tweede termijn als gouverneur moest volmaken. Ondanks zijn protesten, accepteerde hij uiteindelijk deze functie. Tijdens de verkiezingen won hij echter maar in negen staten en verloor hij de verkiezingen met 442 kiesmannen tegen 89. Na dit verlies maakte Stevenson een reis door Azië, het Midden-Oosten en Europa en schreef ondertussen artikelen voor het tijdschrift Look. De reis zorgde ervoor - hoewel deze geen formeel karakter kende - dat hij toegang had tot vele buitenlandse belangrijke personen.
Veel democratische leiders zagen Stevenson als enige logische keuze voor presidentskandidaat in 1956. Zijn kansen op een overwinning leken nu groter geworden, door een hartaanval van Eisenhower. Stevenson mocht, ondanks concurrentie van Estes Kefauver, senator van Tennessee en W. Averell Harriman, gouverneur van New York, een gooi doen namens de Democraten naar het presidentschap.
Toen kort voor de verkiezingen de artsen Eisenhower gezond verklaarden en bovendien de Suez-crisis en de Hongaarse Opstand uitbraken, bleek dat Eisenhower opnieuw niet te verslaan was.
Gesteund door een bloeiende economie en het feit dat de twee voornoemde crises de publieke opinie ervan overtuigden dat een verandering van leider geen goed plan was, verloor Stevenson nog zwaarder dan de eerste keer.

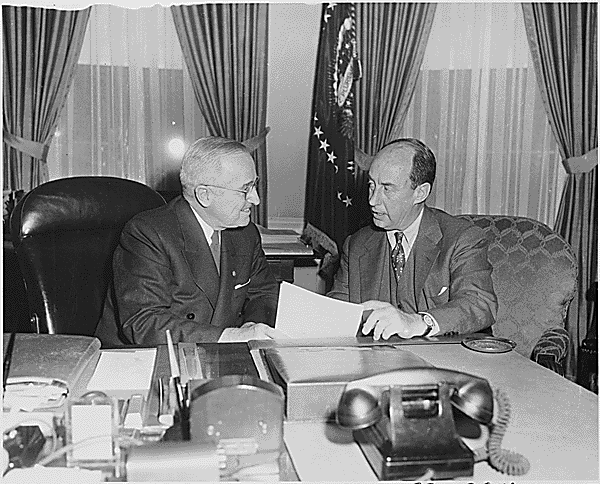
Stevenson en president Harry S. Truman in 1952

In 1960 weigerde Stevenson (hoewel hij zelf geen kandidaat meer was) John F. Kennedy te steunen in zijn gooi naar het presidentskandidaatschap. Nadat Kennedy de voorverkiezingen won, steunde hij dan toch vol overgave Kennedy's campagne. Na de verkiezing hoopte Stevenson op de post van minister van Buitenlandse Zaken. Deze werd door Kennedy echter gegund aan Dean Rusk. Stevenson werd ambassadeur voor de Verenigde Staten bij de VN.
Daar beleefde hij zijn finest moment toen hij op 25 oktober, tijdens de Cubacrisis voor de voltallige veiligheidsraad de Sovjetafgevaardigde Valerian Zorin vernederde. Eerst door hem te krachtig te vragen of de Sovjets raketten geplaatst hadden op Cuba en na de weigering tot antwoorden en de daarmee gepaard gaande ontkenning, door foto's te projecteren van de (volgens Zorin) "onbestaande" raketten.
Na de dood van Kennedy bleef Stevenson onder de nieuwe president Lyndon B. Johnson aan als ambassadeur bij de Verenigde Naties. De kwestie-Vietnam kwam steeds meer op de voorgrond te staan richting de presidentsverkiezingen van 1964. De Republikeinse kandidaat Barry Goldwater riep op tot een totale oorlog in Vietnam, terwijl Johnson daar gematigder in stond. Stevenson wilde onderhandeling starten met Noord-Vietnam via de Verenigde Naties, maar Johnson was daar op tegen.
Stevenson kreeg op 14 juli 1965 een hartaanval tijdens een bezoek aan Londen en overleed later die dag in het ziekenhuis.
- Bibsys: 90252097
- Bibliothèque nationale de France: cb127501704 (data)
- CiNii: DA04270404
- Gemeinsame Normdatei: 118798812
- International Standard Name Identifier: 0000 0001 1876 3469
- Library of Congress Control Number: n79055618
- MusicBrainz: 87e3ffc1-713c-4c34-81e2-8c7257e83f6e
- National Archives and Records Administration: 10582274
- Bibliotheek van het Japanse parlement: 00526492
- Nationale Bibliotheek van Tsjechië: uk2011654481
- Nationale bibliotheek van Australië: 35524223
- Nationale Bibliotheek van Israël: 987007279154305171
- Nationale Bibliotheek van Polen: a0000002429541
- Nederlandse Thesaurus van Auteursnamen: 069102104
- Istituto Centrale per il Catalogo Unico: SBLV001014
- LIBRIS: 232203
- SNAC: w67764qr
- Système universitaire de documentation: 070943974
- Trove: 983959
- Virtual International Authority File: 54944639
- WorldCat: E39PBJc3G9tYwMbmJM6j9Qkv73